# Ángel Allende-Salazar y Muñoz de Salazar
Ángel Allende-Salazar y Muñoz de Salazar (Guernica, 1854-Madrid, 18 de marzo de 1885) fue un archivero e historiador español.

## Biografía
Natural de la localidad vizcaína de Guernica, donde nació en 1854, era hermano de Manuel, que llegaría a ser ministro de Hacienda y presidente del Consejo de Ministros. Miembro del Cuerpo Facultativo de Bibliotecarios, Archiveros y Anticuarios, de la Sociedad Española de Historia Natural y de la Sociedad Geográfica, Ángel fue autor de Biblioteca del bascófilo (1887). Dos obras suyas, que abundaban en la biografía y bibliografía vascas, quedaron inéditas: Escritores bascongados y Escritores vizcaínos. Falleció en Madrid en 1885.